# Wolf Henzler
Wolf Henzler (Nürtingen, Alemania, 5 de abril de 1975) es un piloto de automovilismo de velocidad alemán. Ha sido piloto oficial del fabricante de automóviles Porsche desde 2008. Ha obtenido victorias en gran turismos en las 24 Horas de Le Mans 2010, las 24 Horas de Daytona 2005, las 24 Horas de Spa 2010, las 12 Horas de Sebring de 2008, Petit Le Mans 2013 y 2014 y las 6 Horas de Watkins Glen 2005, además de un podio en las 24 Horas de Nürburgring 2009. Asimismo, fue campeón de la clase GT2 de la American Le Mans Series 2008 y subcampeón de GT de la Grand-Am Rolex Sports Car Series 2006.

## Inicios en el automovilismo
Henzler compitió en karting hasta 1991, tras lo cual disputó la Fórmula BMW Alemana en 1992 y 1993. A continuación, disputó la Fórmula 3 Alemana, donde resultó tercero en la clase B en 1994, 11.º en 1996, cuarto en 1997 y tercero en 1998. Además, finalizó segundo en el Gran Premio de Mónaco de Fórmula 3 de 1997. En 1999, el piloto participó en la Fórmula 3000 Internacional para Durango, donde clasificó a apenas tres carreras y finalizó una sola.
El alemán cerró su etapa en monoplazas e inició su carrera en gran turismos, al disputar la Supercopa Porsche. Resultó octavo en 2000, sexto en 2001, cuarto en 2002, subcampeón en 2003 y campeón en 2004, al obtener nueve victorias. El piloto corrió simultáneamente en la Copa Porsche Carrera Alemania a partir de 2002, donde finalizó sexto en su debut, cuarto en 2003 y subcampeón en 2004.

## Primera etapa en resistencia
Por otra parte, compitió varias carreras en Estados Unidos durante 2004. En Petit Le Mans, una carrera de resistencia de la American Le Mans Series, resultó segundo en la clase GT con un Porsche 911, como tercer piloto de Alex Job junto a Romain Dumas y Marc Lieb. Además, venció dos carreras del SCCA World Challenge, también con un Porsche 911.
Henzler se instaló en Estados Unidos para la temporada 2005, y disputó simultáneamente la American Le Mans Series y el SCCA World Challenge. Resultó séptimo en la clase GT2 de la ALMS con un Porsche 911 de Bam! junto a Mike Rockenfeller, y quedó cuarto en la clase GT del SCCA World Challenge con dos victorias. Además, consiguió la victoria en la clase GT en las 24 Horas de Daytona y las 6 Horas de Watkins Glen de la Grand-Am Rolex Sports Car Series, siempre al volante de un Porsche 911.
El piloto nuevamente mantuvo un programa doble en 2006. En la ALMS, finalizó cuarto en GT2 con una victoria y cuatro podios, en este caso como piloto de Flying Lizard acompañando a Johannes van Overbeek. En la Grand-Am Rolex Series, resultó subcampeón para Tafel con cuatro triunfos y nueve podios, teniendo como compañero de butaca a Robin Liddell. Henzler finalizó quinto en la ALMS 2007 como piloto de Tafel, sumando seis podios aunque ninguna victoria. En la Grand-Am Rolex Series, logró dos podios para terminar 15.º.

## Flying Lizard, Farnbacher Loles y otros
El alemán se convirtió en piloto oficial de Porsche en 2008. Retornó a Flying Lizard, ahora acompañado de Jörg Bergmeister, y obtuvo el título de pilotos de la clase GT2 de la ALMS tras lograr cuatro triunfos, uno de ellos en las 12 Horas de Sebring. Asimismo, debutó en las 24 Horas de Le Mans con un quinto puesto en la clase GT2 para el equipo Felbermayr-Proton. Disputó además tres fechas de la Rolex Grand-Am Series con un Porsche 911 de Farnbacher Loles, sin lograr ningún podio, y las 24 Horas de Spa del Campeonato FIA GT para Prospeed, donde abandonó.
Como piloto de Farnbacher Loles, Henzler sumó tres podios en la ALMS 2009, uno de ellos en Petit Le Mans, para quedar quinto en la tabla de posiciones de la clase GT2. Además, corrió en seis fechas de la Rolex Grand-Am Series, también con un Porsche 911 de Farnbacher Loles, obteniendo un podio en las 6 Horas de Watkins Glen. También finalizó tercero absoluto en las 24 Horas de Nürburgring para Manthey, teniendo como compañeros de butaca a Richard Lietz, Emmanuel Collard y Dirk Werner, abandonó en las 24 Horas de Le Mans para Felbermayr-Proton, acompañando a los titulares Marc Lieb y Lietz, y resultó segundo en GT2 en la primera manga de los 1000 km de Okayama de la Asian Le Mans Series junto a Lieb para Felbermayr-Proton.

## Falken
El piloto se unió al equipo del fabricante de neumáticos Falken para la temporada 2010 de la American Le Mans Series, conservando su estatus de piloto oficial de Porsche y teniendo como compañero de butaca a Bryan Sellers. Ese año no logró ningún podio y quedó relegado al 27.º puesto en el campeonato de pilotos de GT2. Por otra parte, fue vencedor absoluto en las 24 Horas de Spa para BMS Scuderia Italia junto a Bergmeister, Romain Dumas y Martin Ragginger, consiguió la victoria en la clase GT2 de las 24 Horas de Le Mans junto a Lieb y Lietz, y finalizó tercero en la clase GT en las 24 Horas de Daytona para The Racer's Group. Simultáneamente, el alemán corrió las cinco fechas de la Le Mans Series para IMSA Performance junto a Patrick Pilet, siempre a los mandos de un Porsche 911, logrando un podio.
Henzler sumó dos victorias en la clase GT de la ALMS 2011 para Falken, por lo cual resultó noveno en el campeonato de pilotos y colocando a Falken en la cuarta colocación en el campeonato de equipos. Además, ganó las 24 Horas de Daytona en la clase GT para The Racer's Group. En las 24 Horas de Le Mans, finalizó cuarto en la clase GTE-Pro nuevamente acompañando a Lieb y Lietz en Felbermayr-Proton. A su vez, disputó las 24 Horas de Nürburgring con un Porsche 911 de Falken.
En su tercer año como piloto de Falken, Henzler resultó 13.º en la clase GT2 de la ALMS 2012, al obtener un triunfo y dos cuartos puestos. Finalizó segundo en GT en las 24 Horas de Daytona para The Racer's Group, y abandonó en las 24 Horas de Le Mans del Campeonato Mundial de Resistencia para Felbermayr-Proton, nuevamente con un Porsche 911 de la clase GTE-Pro junto a Lieb y Lietz.
El alemán continuó pilotando un Porsche 911 para Falken junto a Sellers en la ALMS 2013. Venció en Petit Le Mans y llegó tercero en las 12 Horas de Sebring, contando como tercer piloto a Nick Tandy, pero no obtuvo resultados destacables en las demás pruebas. Por tanto, se ubicó 15.º en el campeonato de pilotos de GT y quinto en el campeonato de equipos. En tanto, corrió y las 24 Horas de Nürburgring con un Porsche 911 de Falken, y las 24 Horas de Le Mans y la fecha de Silverstone de la European Le Mans Series para IMSA Performance con un Porsche 911 de la clase GTE-Am.

## Resultados

### Campeonato Mundial de Resistencia de la FIA
(Clave) (negrita indica pole position) (cursiva indica vuelta rápida)

| Año  | Escudería              | Clase     | Automóvil           | 1   | 2   | 3   | 4   | 5   | 6   | 7   | 8   | Pos. | Puntos | Ref.  |
| ---- | ---------------------- | --------- | ------------------- | --- | --- | --- | --- | --- | --- | --- | --- | ---- | ------ | ----- |
| 2012 | Team Felbermayr-Proton | LMGTE Pro | Porsche 997 GT3-RSR | SEB | SPA | LMS | SIL | SÃO | BHR | FUJ | SHA | NC   | 0      | [ 1 ] |
| 2012 | Team Felbermayr-Proton | LMGTE Pro | Porsche 997 GT3-RSR | Ret |     |     |     |     |     |     |     | NC   | 0      | [ 1 ] |